# Червењани
Червењани (слч. Červeňany) насељено је мјесто са административним статусом сеоске општине (слч. obec) у округу Вељки Кртиш, у Банскобистричком крају, Словачка Република.

## Становништво
| Година:    | 1994. | 2004.    | 2014. | 2024.   |
| ---------- | ----- | -------- | ----- | ------- |
| Број људи: | 28    | 40       | 44    | 41      |
| Разлика:   |       | +42,85 % | +10 % | -6,81 % |

| Година:    | 2023. | 2024.    |
| ---------- | ----- | -------- |
| Број људи: | 36    | 41       |
| Разлика:   |       | +13,88 % |

Према подацима о броју становника из 2024. године насеље је имало 41 становника.